# Bengt Simonsson
Bengt Simonsson, född 8 oktober 1945 i Västerås, är en svensk fotbollstränare som var förbundskapten för Sveriges damlandslag i fotboll mellan 1992 och 1996. Simonsson har arbetat som idrottslärare och varit A-lagstränare för bland annat IFK Västerås herrlag i Division 1 Norra samt Gideonsbergs IF damlag i Damallsvenskan.
Som tränare har han vunnit Damallsvenskan med Gideonsbergs IF 1992, och med svenska landslaget tagit silver i Europamästerskapet 1995.